# Saint-Thierry
Saint-Thierry – miejscowość i gmina we Francji, w regionie Grand Est, w departamencie Marna.
Według danych na rok 1990 gminę zamieszkiwało 550 osób, a gęstość zaludnienia wynosiła 72 osób/km².